# Jack Dorsey
Jack Patrick Dorsey (* 19. listopadu 1976 St. Louis, Missouri) je americký internetový podnikatel, programátor a filantrop, spoluzakladatel a bývalý generální ředitel společnosti Twitter, Inc. (od roku 2023 X Corp.) a také zakladatel a hlavní výkonný ředitel společnosti Block, Inc., která se zabývá finančními platbami.
Dorsey založil Twitter s přáteli Evanem Williamsem, Bizem Stonem a Noahem Glassem v roce 2006, jako spin-off společnosti Obvious Corporation. Jako generální ředitel startupu Dorsey zajistil dvě kola financování ze strany investorů rizikového kapitálu. O svou pozici v čele společnosti údajně přišel kvůli tomu, že se místo práci pro společnost věnoval jiným aktivitám, například józe a módnímu návrhářství.